# Przemysław Robert Kapitán

Przemysław Robert Kapitán (Lublin, Polonia, el 20 de enero de 1974) es un investigador y lingüista canadiense. 

## Biografía
Consultor técnico principal en Open Text desde 2010, antes trabajó en Nstein (2003 - 2010).
Ejerce la actividad científica en la Universidad de Qebec de Montreal, Université du Québec à Montréal. Ahora mismo está preparando su tesis doctoral (ang. Ph.D. Thesis) sobre el tema “La representación mental de la nominalizaciones de la acción”
Áreas de las investigaciones: Lingüística computacional, Minería de textos, Procesamiento de los lenguajes naturales, Lingüística histórica, Francés antiguo
Autor de publicaciones científicas en inglés y francés. Habla inglés, francés, polaco, ruso y alemán.
También es el autor de muchos textos literarios publicados en polaco bajo seudónimo Robert Kopf.